# Dianthus goerkii
Dianthus goerkii är en nejlikväxtart som beskrevs av Per Hartvig och Arne Strid 1987. Dianthus goerkii ingår i släktet nejlikor, och familjen nejlikväxter. Inga underarter finns listade i Catalogue of Life.